# Rantifusa
Rantifusa es el sexto álbum de estudio de la banda uruguaya de rock Buitres Después de la Una.

## Historia
En el mes de setiembre, la banda comienza la grabación de su sexto álbum, "Rantifusa", la primera producción independiente de la banda que contiene catorce nuevos temas, en la que en su reedición del año 2003 se le agrega "Cadillac Solitario" como bonus track, cover perteneciente a la banda Loquillo y los Trogloditas  con una duración total de poco más de una hora. Es el primer disco sin el baterista Marcelo Lasso quien es reemplazado por Irvin Carballo. 

La producción de este álbum cuenta con la coordinación del popular artista Jaime Roos. Para registrar dicho material, se recurre a los mejores estudios de grabación y personal técnico tanto en Uruguay como en Argentina (entre ellos, Jorge "portugués" Da Silva, quien ha grabado, entre otros a: Divididos, Pappo, Charly García, Jaime Roos). 

Antes de su salida, Rantifusa ya se encontraba a pocas unidades del disco de oro. Unánimemente, la crítica destacó la evolución de la banda, los logros en la producción artística, calidad de arreglos, la madurez de los textos, y a pesar de su carácter de independiente y de su salida de bajo perfil a fines de año, la prensa más representativa del medio lo calificó como mejor álbum del año (en un 1998 pleno de ediciones en Uruguay). 

## Lista de canciones
Todas las canciones compuestas por Gustavo Parodi, Gabriel Peluffo, José Rambao e Irvin Carballo, excepto las indicadas
| N.º | Título                                       | Duración |  |
| 1.  | «Tengo vaso»                                 | 6:11     |  |
| 2.  | «Te llevo en el sentimiento (Gerry Beckley)» | 3:01     |  |
| 3.  | «Morel»                                      | 3:44     |  |
| 4.  | «A veces»                                    | 3:32     |  |
| 5.  | «Cada vez te quiero más»                     | 3:37     |  |
| 6.  | «Cadera satán»                               | 3:56     |  |
| 7.  | «Espinas en el corazón»                      | 3:00     |  |
| 8.  | «Ya no saben que decir»                      | 4:42     |  |
| 9.  | «El cuidacoches»                             | 3:22     |  |
| 10. | «Retador»                                    | 5:05     |  |
| 11. | «25 bofetadas»                               | 4:29     |  |
| 12. | «Se ha perdido una mujer»                    | 5:10     |  |
| 13. | «Minusa la suerte!»                          | 4:47     |  |
| 14. | «Ángeles»                                    | 5:26     |  |

## Pista adicional (Reedición 2003)
| N.º | Título                               | Duración |  |
| 15. | «Cadillac solitario (Sabino Méndez)» | 3:54     |  |

## Créditos
Músicos
- Gustavo Parodi: guitarra y voz
- Gabriel Peluffo: voz y armónica
- José Rambao: bajo
- Irvin Carballo: batería
- Jorge Villar: batería en "Cadillac Solitario"

Músico Adicional
- Cuico Perazzo: Coros

Producción
- Jorge Da Silva bajo y batería, Gustavo de León, Wilson González: Técnicos en LA CARCEL, Uruguay.
- Alejo Bussero y Pablo Guyot: Técnicos en AD BAND, Argentina.
- Jorge Da Silva: Mezcla en Estudio ION, Provincia de Buenos Aires, Argentina.
- Osvaldo Acedo: Masterización en Estudio ION.
- Daniel Báez: Remasterización en marzo de 2003 en Estudios OCTOPUS, Uruguay.
- BDDL1: Producción Artística y Ejecutiva.
- Jaime Roos: Diseño de Producción
- Alexandra Fernández: Fotografía y Diseño Gráfico